# Teichfledermausgewässer bei Oberhammelwarden und Lienen
Die Teichfledermausgewässer bei Oberhammelwarden und Lienen sind ein Landschaftsschutzgebiet in den niedersächsischen Städten Brake (Unterweser) und Elsfleth und der Gemeinde Ovelgönne im Landkreis Wesermarsch.
Das Landschaftsschutzgebiet ist rund 33 Hektar groß. Es umfasst den im Landkreis Wesermarsch liegenden Teil des FFH-Gebietes „Teichfledermaus-Gewässer im Raum Bremerhaven/Bremen“. Das Gebiet steht seit dem 22. Dezember 2018 unter Landschaftsschutz. Zuständige untere Naturschutzbehörde ist der Landkreis Wesermarsch.
Das Gebiet liegt zwischen Elsfleth und Brake (Unterweser). Es stellt das Käseburger Sieltief ab etwas unterhalb des Alten Mühlenhauses in Ovelgönne bis zur Mündung in die Weser, den Balggraben von der Kreisstraße 212 bis zur Einmündung in das Käseburger Sieltief sowie einen Bereich mit ehemaligen Bodenabbaugewässern in Elsfleth-Lienen (zwischen der Kreisstraße 212 und dem Oberhammelwarder Tief) unter Schutz. Neben den Gewässern sind fünf Meter breite Uferbereiche des Käseburger Sieltiefs und des Balggrabens in das Landschaftsschutzgebiet ebenso einbezogen wie die Umgebung der Bodenabbaugewässer. Die Uferbereiche werden teilweise von Uferstaudenfluren und Röhrichten eingenommen und das Käseburger Sieltief streckenweise auch von Gehölzen begleitet. Die ehemaligen Abbaugewässer sind naturnah mit Schwimmblattvegetation der Froschbiss- und Laichkrautgesellschaften entwickelt. Sie sind von Verlandungszonen mit Röhrichten und Feuchtgebüschen sowie schmalen Erlen-Bruchwaldbereichen umgeben.
Das Landschaftsschutzgebiet dient der Sicherung des Gebietes als Nahrungshabitat der Teichfledermaus und anderer Fledermausarten. Die Gewässer sind Wanderkorridor für Schlammpeitzger und Steinbeißer. Das Gebiet soll als potentieller Lebensraum für Fischotter und Bitterling entwickelt werden.